# جايسون كارتر (لاعب كرة قدم أمريكية)
جايسون كارتر (بالإنجليزية: Jason Carter)‏ هو لاعب كرة قدم أمريكية أمريكي، ولد في 15 سبتمبر 1982 في كالدويل في الولايات المتحدة.

## وصلات خارجية
- جايسون كارتر على موقع مرجع كرة القدم المحترفة.كوم (الإنجليزية)